# Ardoyne

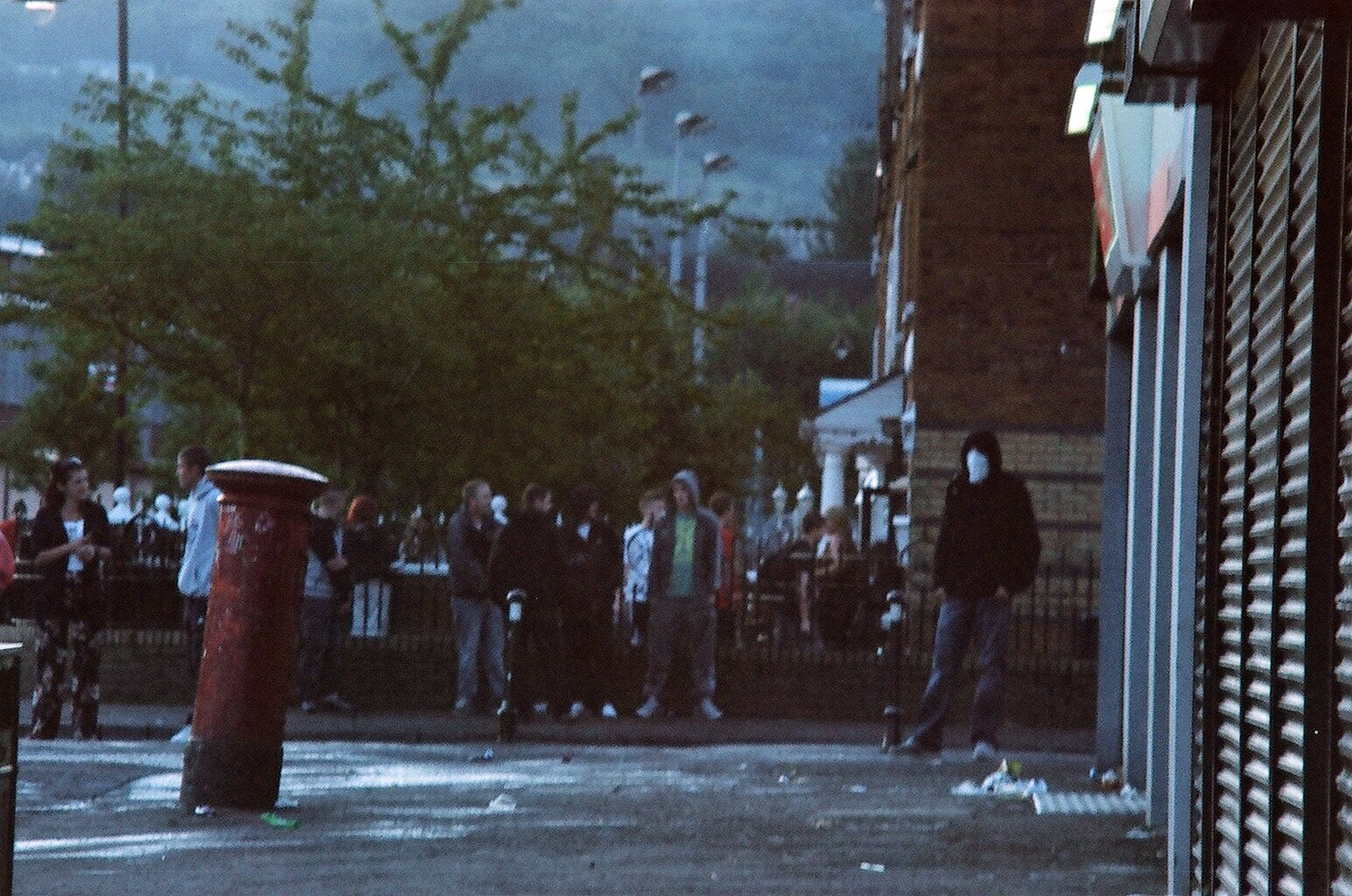
Scène d'émeutes entre catholiques et protestants à Ardoyne.

Ardoyne (irlandais: Ard Eoin, « haut d'Eoin ») est un quartier majoritairement nationaliste du nord de la ville de Belfast en Irlande du Nord. 
Il est connu pour les incidents, comme le Conflit de l'école Holy Cross, qui sont arrivés pendant les troubles civils d'Irlande du Nord. C'est aussi dans ce quartier que la présidente d'Irlande de 1997 à 2011, Mary McAleese, est née.